# Kollagen-Typ 20α1
Kollagen Typ XX, alpha 1 ist ein fibrillenassoziiertes Kollagen, das vom Gen COL20A1 codiert wird. Es bildet Homotrimere, die wiederum Kollagenfibrillen vom Typ XX formen.

## Eigenschaften
Kollagen Typ XX, alpha 1 befindet sich meistens in der Epithelschicht der Hornhaut, der embryonalen Haut, dem Schwertfortsatz und in der Sehne. Das Gen COL20A1 beeinflusst den Prozess des Zartmachens von Broilerfleisch. Möglicherweise scheint COL20A1 ein Onkogen zu sein.